# Jacques Miller
Jacques Francis Albert Pierre Miller (* 2. April 1931 in Nizza) ist ein australischer Wissenschaftler französischer Herkunft, der die Rolle des Thymus entschlüsselte und als Entdecker der T-Zell-Immunologie gilt.

## Leben
Jacques Miller wurde 1931 als Jacques Meunier in Frankreich geboren. Noch als kleines Kind zog er mit der Familie nach Shanghai in die französische Konzession, wo sein Vater Manager der Franko-Chinesischen Bank wurde. Einen Teil seiner schulischen Ausbildung bekam er in der Schweiz, von wo die Familie dann aber aus Furcht vor einer deutschen Invasion 1939 wieder nach Shanghai zurückkehrte. Nach der Niederlage Frankreichs gegen Deutschland 1940 unterstand auch die französische Konzession dem danach gebildeten Vichy-Regime. Da Millers Vater dieses verachtete, unterstützte er junge Franzosen dabei, von der französischen in die britische Konzession zu wechseln, womit er seine Verhaftung riskierte. Er erwarb daher einen britischen Pass und die Familie änderte ihren Namen von Meunier zu Miller. Noch vor der Ankunft der Japaner in Shanghai übersiedelte sie 1941 nach Sydney in Australien, wo Miller später auch an der University of Sydney Medizin studierte. Nach dem Studium arbeitete er ein Jahr lang als Assistenzarzt im Krankenhaus, gefolgt von einem weiteren Jahr in der pathologischen Abteilung der Universität Sydney.

## Forschung
Miller, der großes Interesse an der Forschung hatte, gelang es, ein Stipendium der University of Queensland zu bekommen, mit dem er einen zweijährigen Forschungsaufenthalt an einer Institution seiner Wahl im Vereinigten Königreich finanzieren konnte. Er wurde schließlich am Chester Beatty Research Institute of Cancer Research (Teil des Institute of Cancer Research, London) und als Doktorand an der University of London angenommen. Dort begann er über die Pathogenese der Lymphatischen Leukämie zu forschen. Im Rahmen dieser Arbeit wollte er den Effekt einer Thymektomie auf die Entwicklung dieser Leukämie untersuchen. Dabei stellte er fest, dass Versuchstiere, denen gleich nach der Geburt der Thymus entfernt worden war, nicht in der Lage waren, ein funktionierendes Immunsystem aufzubauen. Die Entdeckung dieser essentieller Funktion des Thymus war völlig neu, denn bisher hatte man den Thymus für ein rudimentäres Überbleibsel ohne wesentliche Funktion gehalten. Die Wissenschaftsgemeinde war zunächst skeptisch. Miller, der 1963 in die USA ging, wiederholte an den National Institutes of Health in Bethesda seine Versuche, die er dort auch in keimfreier Umgebung durchführen konnte. Die Ergebnisse waren dieselben und die Einsicht in die Bedeutung des Thymus setzte sich allmählich durch.
Im Jahr 1966 kehrte er nach Australien als Forschungsgruppenleiter an das Walter and Eliza Hall Institute of Medical Research (WEHI) in Melbourne zurück, wo er gemeinsam mit seinem ersten Doktoranden Graham Mitchell entdeckte, dass Lymphozyten in T-Lymphozyten und B-Lymphozyten unterteilt werden können, und dass erstere letzteren bei der Produktion von Antikörpern „helfen“ (T-Helferzellen).
Millers Arbeiten haben wesentliche Fundamente zum Verständnis des Immunsystems und seiner Beteiligung bei der Abwehr von Infektionen und Tumoren, und bei der Transplantatabstoßung gelegt. Sie stellen außerdem eine entscheidende Grundlage für die Impfstoffforschung dar. Er wurde auch immer wieder als Kandidat für den Nobelpreis genannt.

## Auszeichnungen (Auswahl)
- 1966 Gairdner Foundation International Award
- 1974 Paul-Ehrlich-und-Ludwig-Darmstaedter-Preis
- 1982 Mitglied der National Academy of Sciences
- 1990 Medawar Prize
- 1992 Croonian Lecture der Royal Society
- 1995 J. Allyn Taylor International Prize in Medicine[6]
- 2001 Copley Medal
- 2003 Prime Minister’s Prize for Science
- 2003 Companion des Order of Australia
- 2018 Japan-Preis
- 2019 Albert Lasker Award for Basic Medical Research
- 2020 Ehrendoktorwürde der Universität Bonn[7]
- Ehrenmitgliedschaft der Deutschen Gesellschaft für Immunologie